# Comuna Supoiivka, Iahotîn
Supoiivka (în ucraineană Супоївка) este o comună în raionul Iahotîn, regiunea Kiev, Ucraina, formată din satele Cerkasivka, Dziubivka, Ozerne și Supoiivka (reședința).

## Demografie
Componența lingvistică a comunei Supoiivka
     Ucraineană (92,41%)
     Rusă (7,38%)
     Alte limbi (0,11%)
Conform recensământului din 2001, majoritatea populației comunei Supoiivka era vorbitoare de ucraineană (92,41%), existând în minoritate și vorbitori de rusă (7,38%).